# Kraftwerk Ruppoldingen
Das Kraftwerk Ruppoldingen ist ein Laufwasserkraftwerk an der Aare in der Nähe von Rothrist, das 1896 in Betrieb genommen wurden und zu den ältesten Grosskraftwerken in Europa gehört. Aus der Betreibergesellschaft Elektrizitätswerk Olten-Aarburg A.G. (EWOA) ging spätere die Alpiq Holding hervor. Das Kraftwerk wurde 1925 erneuert und war von 1906 bis 1960 mit einem  Pumpspeicherkraftwerk ergänzt. Ein 2000 in Betrieb genommenes Flusskraftwerk ersetzte das in die Jahre gekommene Kanalkraftwerk von 1896.

## Erstes Kraftwerk bei Ruppoldingen

Altes Kraftwerk

Erste kleine Elektrizitätswerke entstanden in den Gemeinden Olten im Kanton Solothurn und Aarburg im Kanton Aargau für privaten und den kommerziellen Gebrauch. Die Giesserei von Roll in Olten hatte 1887 eine elektrische Beleuchtung. Die Schweizerische Centralbahn richtete im Bahnhof Olten eine Stromversorgung ein. Um 1890 bildete sich sowohl in Olten wie auch in Aarburg Initiativkomitees, die an der Aare ein grosses Wasserkraftwerk bauen wollten. Hans Lüscher (?–1909), Stadtammann von Aarburg und Grossrat, der Fabrikant Adolf Zimmerli (1848–1938), Nationalrat Arnold Künzli und andere unterbreiteten den Solothurner Kantonsbehörden im Jahr 1890 ein Baugesuch, die Oltner Constantin von Arx (1847–1916), Casimir von Arx (1852–1931), Louis Giroud (1840–1919) und weitere Partner verfassten gleichzeitig ein Konkurrenzprojekt. Die Kantonsbehörden traten auf die Vorhaben wegen mangelhafter Projektgrundlagen nicht ein.
1892 schlossen sich die beiden Gruppen zu einem gemeinsamen Unternehmen zusammen, dessen Konzessionsgesuche für ein Kraftwerk beim Hof Ruppoldingen auf Gemeindegebiet von Olten am 24. Oktober 1894 vom Regierungsrat des Kantons Solothurn und am 30. Oktober 1894 vom Regierungsrat des Kantons Aargau genehmigt wurden. Die Hoheitsanteile der beiden Kantone betragen je 50 %.
Auf dieser Grundlage erfolgte am 31. Oktober 1894 im Hotel Schweizerhof in Olten die Gründung der Firma Elektrizitätswerk Olten-Aarburg A.G. (EWOA), aus der später die Atel Holding hervorging, die später zur Alpiq Holding wurde. Die Finanzierung des Kraftwerks erfolgte durch die Elektrotechnikfirma Brown, Boveri & Cie. (BBC) aus Baden.
Das Elektrizitätswerk erteilte den Bauauftrag für das Kraftwerk▼ der Baufirma Fischer & Schmuziger in Zürich und bestellte 1895 die Jonval-Turbinen für das Niederdruckkraftwerk bei der Bell Maschinenfabrik in Kriens und die elektromechanischen Anlagen bei BBC.
Das am linken Ufer des Flusses errichtete Laufkraftwerk besass ein grosses als Klappenschützenwehr▼ ausgeführtes Sperrbauwerk in der Aare, das 114 m breit war und die Aare ungefähr 2,5 m über Normalwasserstand aufstaute. Der vier Kilometer lange Aufstau reichte bis zur Gemeindegrenze zwischen Fulenbach und Boningen,▼ die untere Konzessionsgrenze lag bei der Einmündung der Wigger.▼ Das Ausleitbauwerk leitete bis zu 150 m³ Aarewasser pro Sekunde in den 760 m lange Oberwasserkanal, der 50 m breit und drei Meter tief war. Das nutzbare Nettogefälle betrug je nach Wasserstand der Aare 1,7 bis 3,6 Meter.
Anfänglich reichte das Versorgungsnetz nur zu den nahe gelegenen Ortschaften Aarburg und Olten. Es wurde von der Elektrizitätsfirma von Hermann Kummler in Aarau gebaut und am 14. November 1896 in Betrieb genommen. Das Kraftwerk arbeitete am Anfang nur mit sechs Turbinen, in den Jahren 1897 und 1898 kamen je zwei weitere hinzu.
1913 standen im Maschinenhaus zehn Jonval-Turbinen, von denen jede bei 28,5 Umdrehungen pro Minute eine Leistung von 300 PS abgab. Vier Turbinen trieben einzeln einen Generator an, sechs Turbinen paarweise über Kegelräder einen gemeinsamen Generator doppelter Leistung, sodass insgesamt sieben Generatoren aufgestellt waren. Ähnlich dem Kraftwerk Aarau erzeugten die Generatoren Zweiphasenwechselstrom mit einer Frequenz von 40 Hz und einer Spannung zwischen 5000 und 5300 Volt.

### Umbau 1925
Nach dem Bau des grossen Kraftwerks Gösgen liess das Elektrizitätswerk die Maschinen des Kraftwerks Ruppoldingen 1925 erneuern, wobei gleichzeitig die Produktion von Zweiphasenwechselstrom mit einer Frequenz von 40 Hz auf den später üblichen Dreiphasenwechselstrom mit einer Frequenz von 50 Hz umgestellt wurde. Die neun neuen Propeller-Turbinen (Kaplan-Turbinen mit nicht-verstellbaren Flügeln) lieferte die Maschinenfabrik Ateliers des Charmilles SA (ACMV) in Genf, die Generatoren kamen wiederum von BBC. Jede Turbine hatte bei 94 Umdrehungen pro Minute eine Leistung von 740 kW (1000 PS). Sie waren ohne Getriebe direkt mit den Generatoren verbunden, die eine Abgangsspannung von 7,7 bis 8,4 kV erzeugten. Die Gesamtleistung des Kraftwerks betrug nach dem Umbau 5,5 MW, die Jahresproduktion 39,6 Mio. kWh.
Während des Baus des neuen Kraftwerks Ruppoldingen wurde das alte Werk um 1999 abgestellt und abgebrochen. Das technik- und architekturgeschichtlich wertvolle Maschinenhaus blieb wie das zeitgleich erbaute Kraftwerk Rheinfelden trotz Empfehlungen im Umweltverträglichkeitsbericht nicht erhalten.

## Hochdruckkraftwerk bei Ruppoldingen

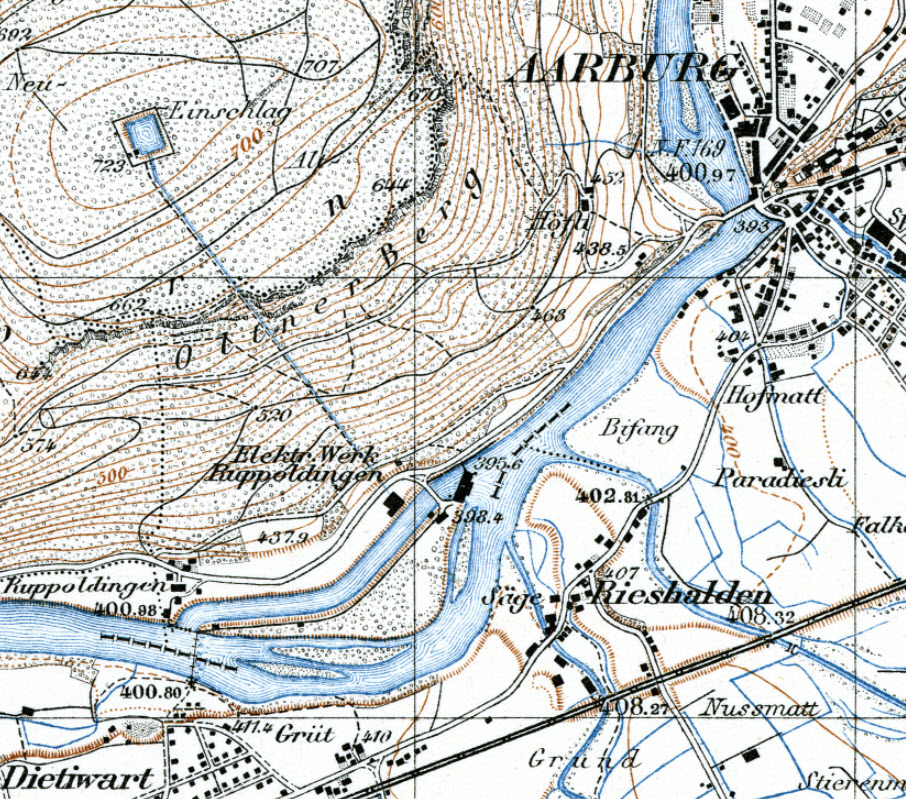
Kartenausschnitt von 1931. Maschinenhaus am Kanal, Druckleitung und Oberbecken des Hochdruckkraftwerks sind erkennbar.

Schon nach wenigen Jahren konnte das Wasserkraftwerk den Strombedarf im abgeschlossenen regionalen Versorgungsnetz zeitweise nicht mehr decken. Ein Verbund mit andern Kraftwerken war wegen der isolierten Verteilung der Kraftanlagen noch nicht möglich.
Mit einer Konzession des Kantons Solothurn vom 30. Juni 1903 baute das Elektrizitätswerk Olten-Aarburg neben dem Oberwasserkanal von Ruppoldingen ein kleines als Pumpspeicherkraftwerk arbeitendes Hochdruckkraftwerk. Das 325 m über dem Ausleitkanal auf dem Born gelegene Speicherbecken▼ fasste 12 000 Kubikmeter. Im Maschinenhaus▼ war ein Ternärer Maschinensatz aufgestellt, der aus einer vierstufigen Hochdruck-Zentrifugalpumpe von Sulzer, einer Turbine von Piccard, Pictet & Co. aus Genf, und einem Motorgenerator von BBC bestand. Er förderte in Schwachlastzeiten mit überschüssiger Energie aus dem Niederdruckkraftwerk Wasser aus der Aare in das hoch gelegene Speicherbecken und produzierte damit bei Spitzenbedarf zusätzliche Energie.
Das frühe Hochdruckkraftwerk erregte Aufsehen in Fachkreisen und erhielt viel Besuch von Elektroingenieuren aus mehreren Ländern.
Mit neuen Maschinen aus dem Jahr 1926 lief das Hochdruckwerk Ruppoldingen-Born bis 1960, als die Anlage abgebrochen wurde. Dem Verlauf der ehemaligen Druckleitung folgt heute eine sehr lange Treppe, bekannt als Tusigerstägli, die auch für Sportanlässe benützt wird.

## Thermisches Kraftwerk
Von 1905 bis 1909 errichtete das Elektrizitätswerk wegen der hohen Energienachfrage ausserdem neben der Hochdruckanlage ein thermisches Kraftwerk mit zwei Kesselanlagen und BBC-Maschinen. Beim Beginn des Ersten Weltkriegs 1914 legte das Unternehmen die Dampfanlage still; 1924 liess es die Einrichtungen des thermischen Kraftwerks entfernen. In den frei gewordenen Räumen wurde die neue Schaltanlage des Kraftwerks eingerichtet.

## Neues Kraftwerk Ruppoldingen
1996 beschloss die Atel Holding aufgrund neuer Konzessionen der Kantone Solothurn und Aargau den Bau eines neuen Kraftwerks als Ersatz für das ältere Werk bei Ruppoldingen. Das neue Laufkraftwerk Ruppoldingen▼ befindet sich rund einen Kilometer oberhalb des alten Kanalkraftwerks, auf Gemeindegebiet von Boningen. Das Gebäude steht in der Aare und benötigt keinen Zuleitungskanal mehr. Die zwei Rohrturbinen mit einem Durchmesser von 5,9 Meter haben eine Leistung von 23 Megawatt und erzeugen seit der Betriebsaufnahme im Jahr 2000 jährlich im Durchschnitt 115 Gigawattstunden Strom.